# کاروانسرای تیکمه‌داش
کاروانسرای تیکمه‌داش مربوط به دوره صفوی است و در شهرستان بستان‌آباد، شهر تیکمه‌داش واقع شده و این اثر در تاریخ ۱۰ بهمن ۱۳۸۳ با شمارهٔ ثبت ۱۱۲۶۲ به‌عنوان یکی از آثار ملی ایران به ثبت رسیده است.